# 宝塚市立美座小学校
宝塚市立美座小学校（たからづかしりつ みざしょうがっこう）は、兵庫県宝塚市美座二丁目にある公立小学校。

## 概要
- 通称は「美座小」（みざしょう）。

## 沿革

### 経緯
1978年に宝塚市立宝塚小学校、宝塚市立小浜小学校より分かれて開校する。

### 年表
- 1978年 - 開校。初代校長に谷口淑子就任。
- 1994年 - 体育館・職員室・図書館改装工事。
- 1998年 - 松江市立中島小学校と姉妹校提携。
- 2001年 - 家庭科室・図書室改装工事。
- 2005年 - エレベーター設置。
- 2008年 - 創立30周年記念行事。
- 2009年 - 3・4階校舎改修工事。

## 教育目標
心豊かなたくましい子どもの育成。

## 基礎データ

### アクセス
- 阪急宝塚線宝塚駅より阪神バスにて「宝塚警察署前」下車、徒歩5分
- 阪急今津線宝塚南口駅より徒歩18分

### 学区
美座、旭町（2丁目、3丁目）、小浜（1丁目～3丁目）、武庫川町（5番、6番）、鶴の荘、米谷（1丁目1番1号～17号、1丁目2番、2丁目2番1号～22号）

### 校章
武庫川のせせらぎと景勝の松並木、その秀でた環境の中で、平和のシンボル鳩の羽ばたきのごとく永遠に伸びていく美座の子を表した。

## 主な学校行事
- 10月 運動会

## 著名な出身者
- 今岡真訪（元プロ野球選手・コーチ）

## 通学区域が隣接している学校
- 宝塚市立安倉小学校
- 宝塚市立小浜小学校
- 宝塚市立売布小学校
- 宝塚市立宝塚小学校
- 宝塚市立宝塚第一小学校
- 宝塚市立末広小学校
- 宝塚市立末成小学校